# Lonicera caprifolium
Espèce
Classification APG IV (2016)
Le chèvrefeuille des jardins (Lonicera caprifolium) est une plante grimpante, ligneuse, aux feuilles caduques, très rustique, originaire de l'Europe et de l'ouest de l'Asie. Elle fait partie de la famille des Caprifoliaceae.
Comme son nom l'indique, le chèvrefeuille des jardins est aussi une plante cultivée ornementale.

## Description

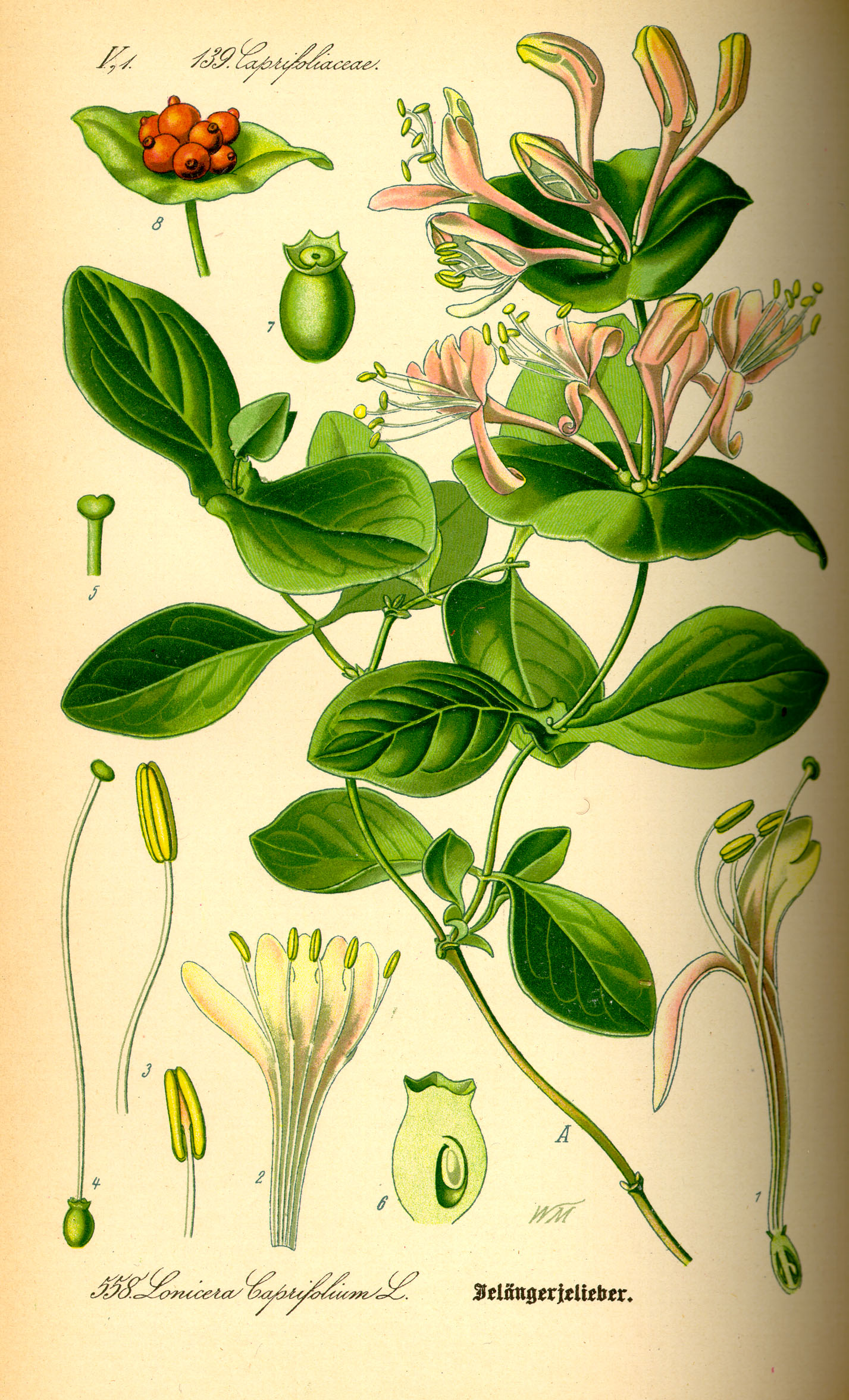
Planche botanique
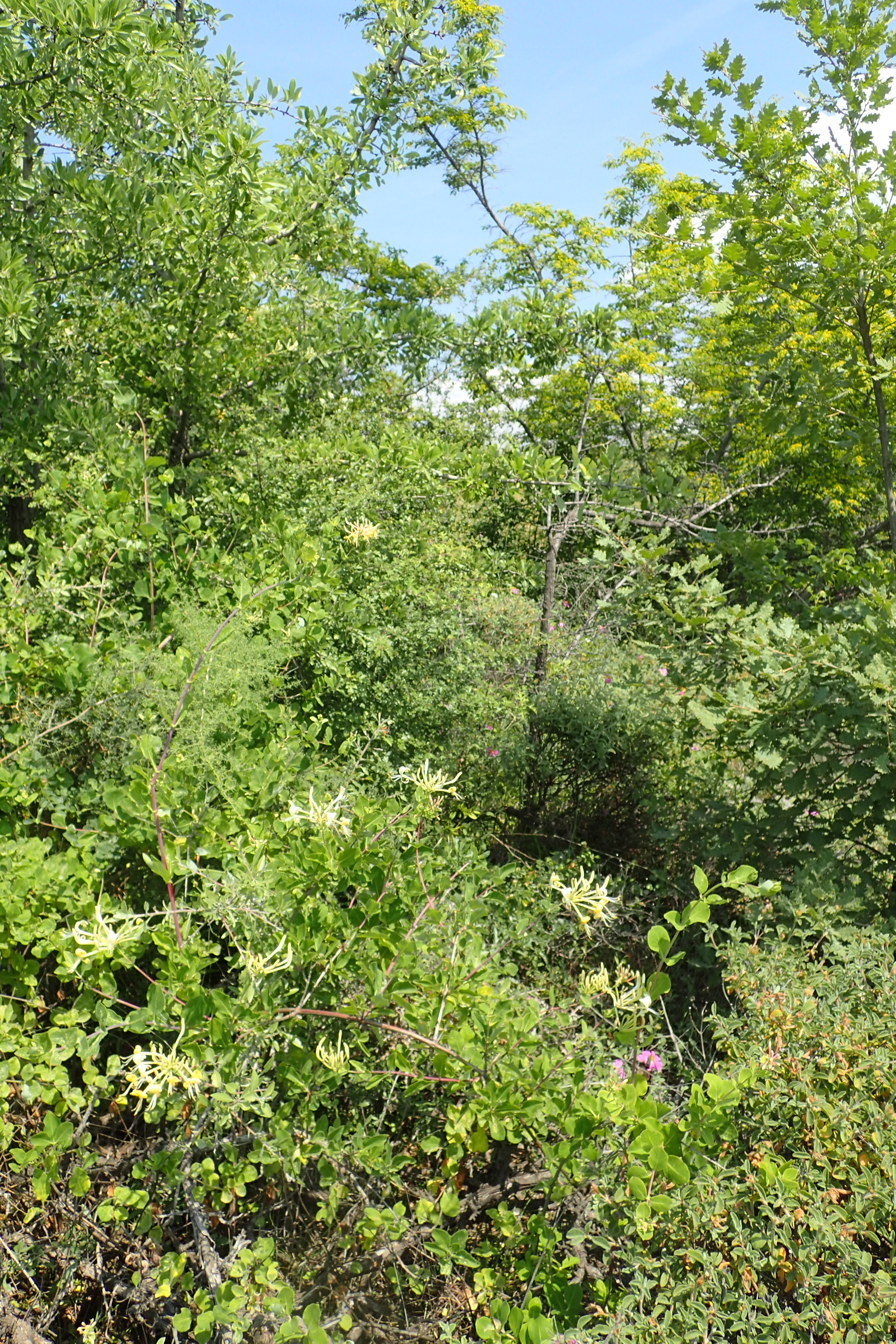
Aspect d'ensemble
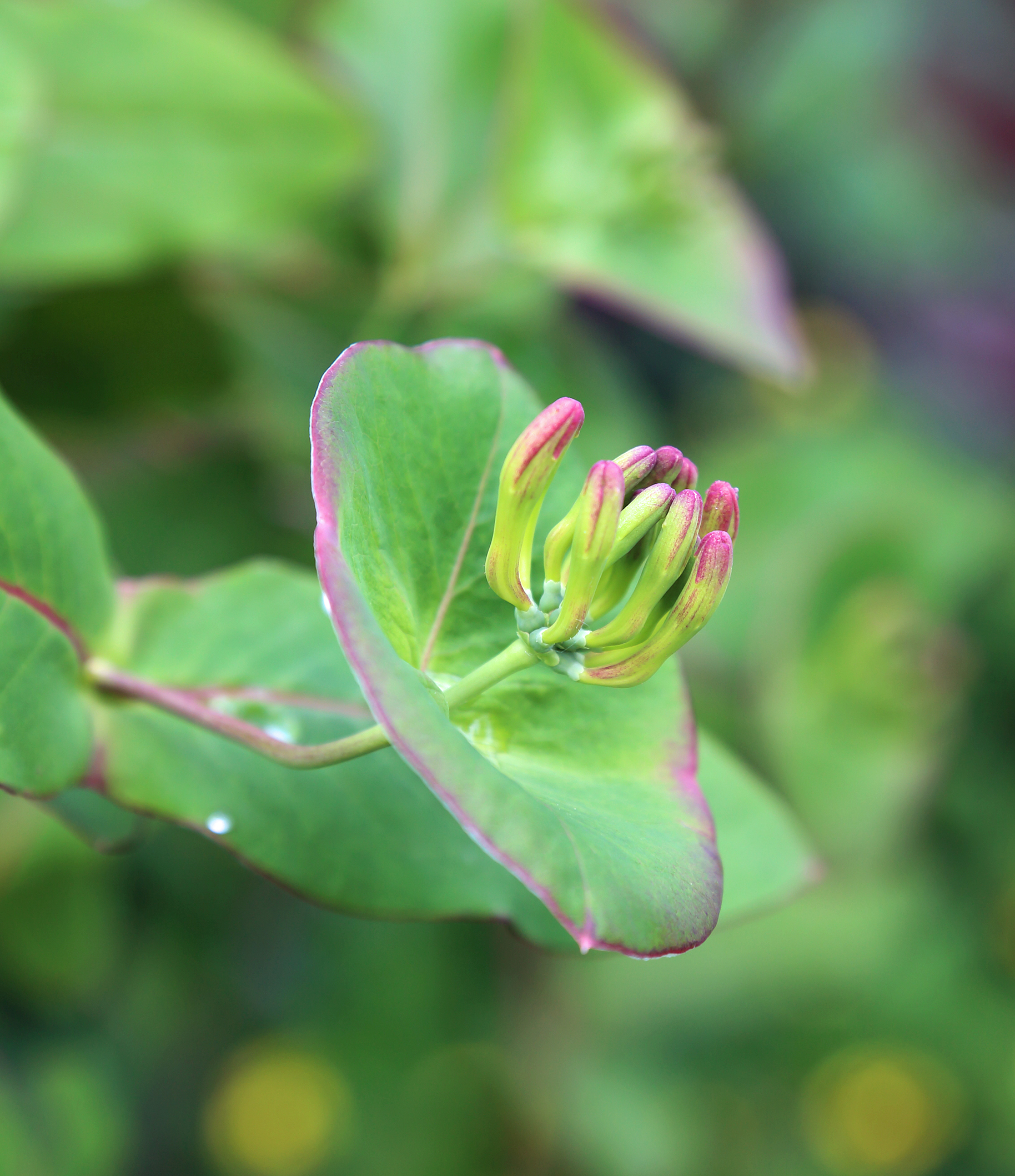
Fleurs en bouton
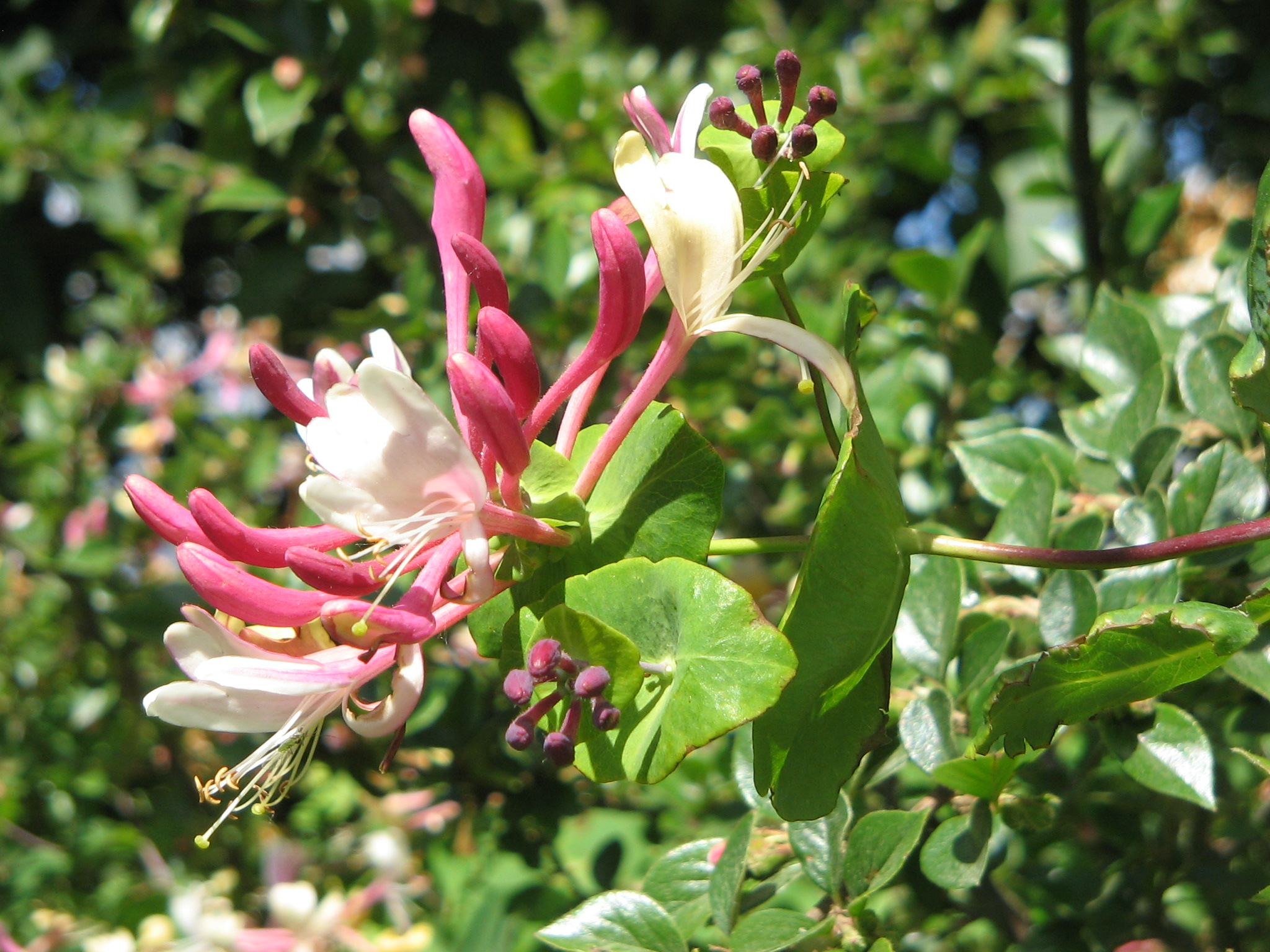
Floraison
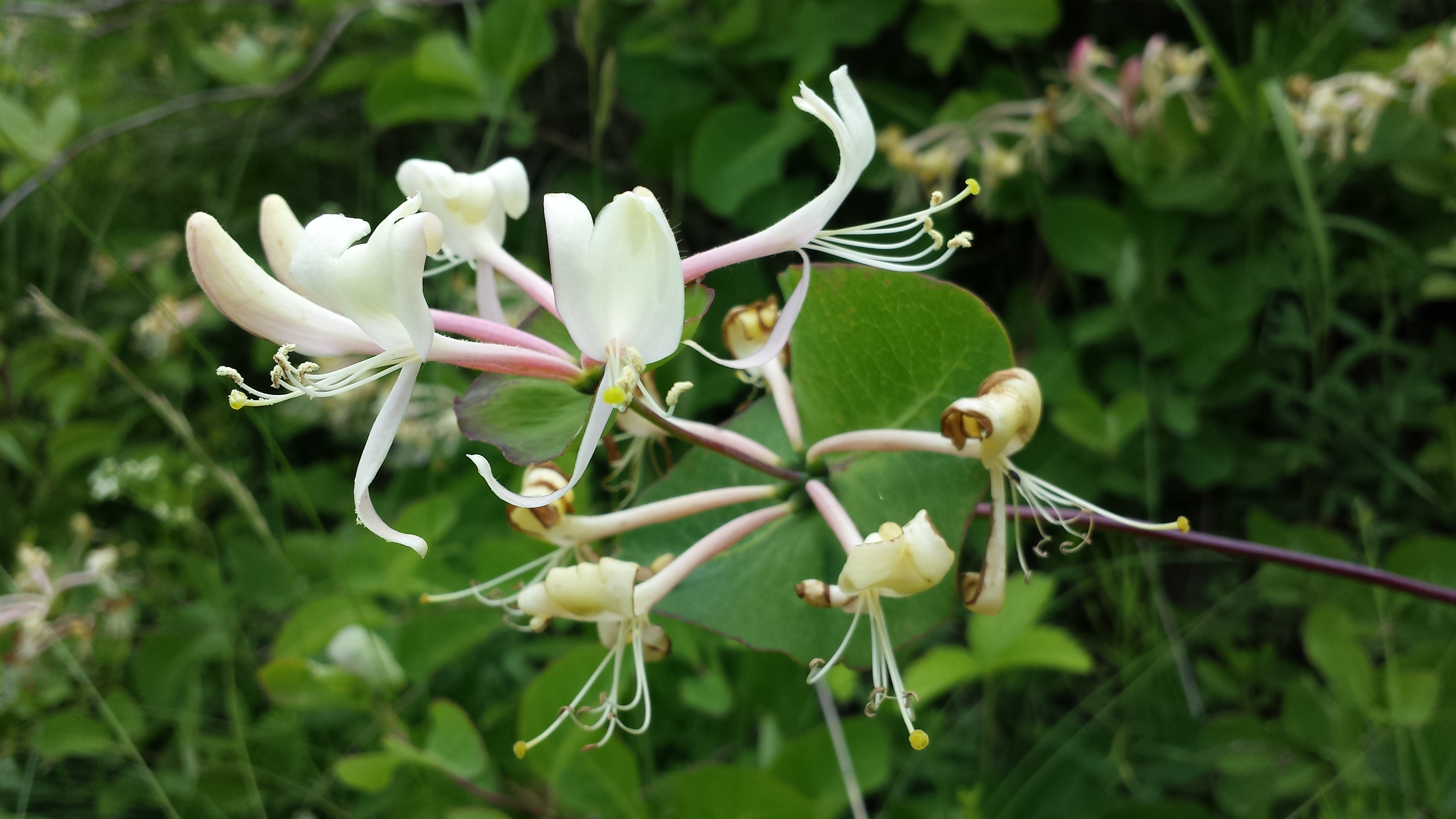
Fin de floraison
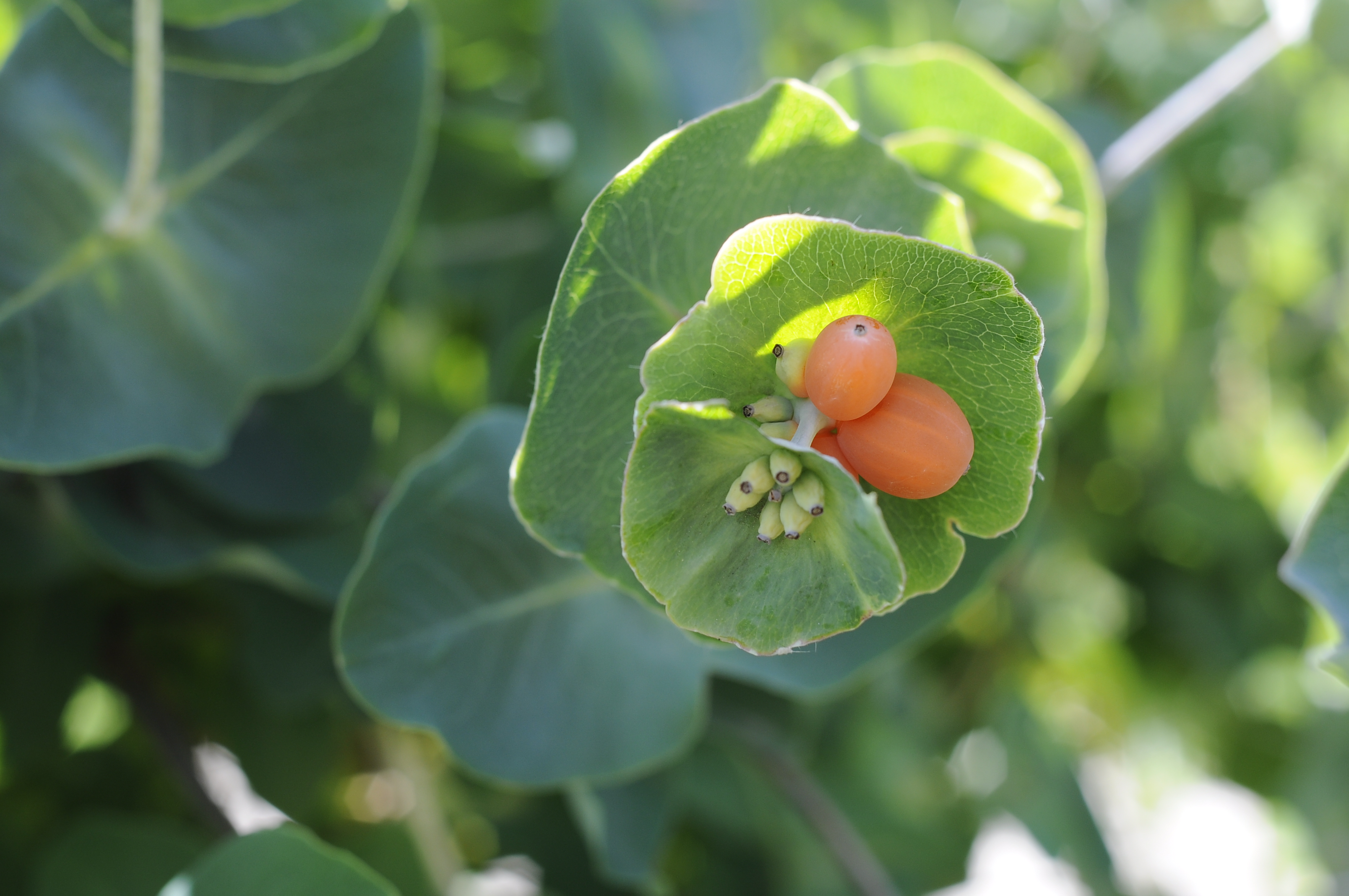
Formation des fruits
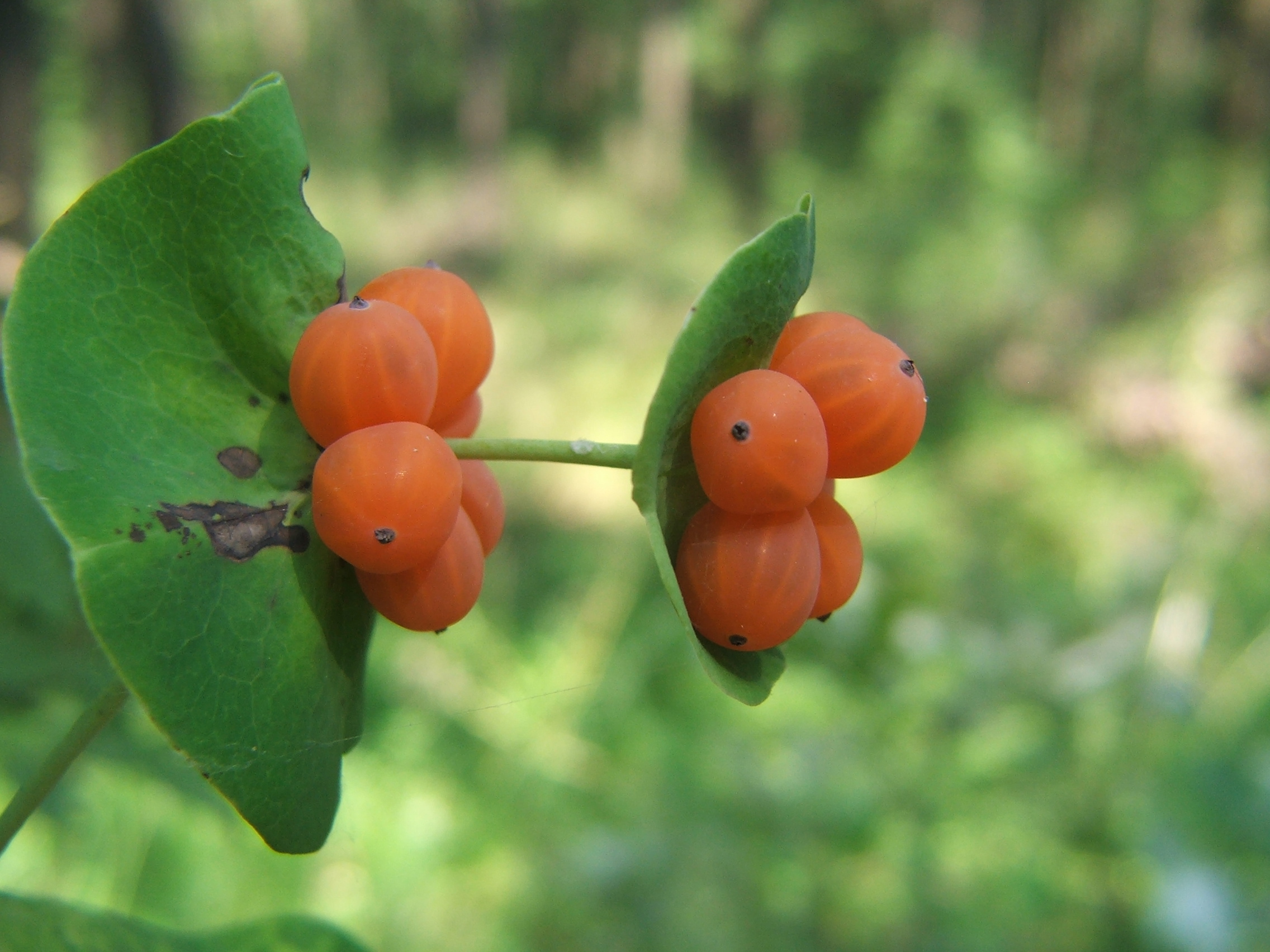
Fruits

Lonicera caprifolium est une plante grimpante, à rameaux volubiles, pouvant grimper jusqu'à 4 m de haut.
Ses feuilles caduques sont opposées, de 3 à 10 cm de long, ovales à obovales, à l'avers vert foncé, au revers glauque. Les deux à trois paires de feuilles situées sur le haut des tiges sont soudées l'une à l'autre par leur base (on dit connées).
Les fleurs de 2 à 5 cm de long sont disposées en verticilles, sessiles. Les bractées situées à la base de l'inflorescence, semblables aux feuilles supérieures mais plus petites, sont connées. Les corolles pubescentes comportent un long tube fin et présentent deux lèvres blanc crème à jaune teintées de rose, bien plus courtes que le tube. Elles dégagent un parfum très agréable, surtout le soir et la nuit.
La floraison se fait de mai à juillet.
Les baies ovoïdes qui leur succèdent sont rouge-orangé à maturité. Elles sont légèrement toxiques.
L. caprifolium ressemble à L. implexa mais chez ce dernier la corolle est glabre et les feuilles sont coriaces et persistantes.

## Distribution, habitat
Lonicera caprifolia pousse en Europe, en Asie mineure, au Caucase. Pour GRIN, c'est une espèce purement européenne, qui ailleurs, est naturalisée. Elle serait indigène en France, Norvège, Suède, Autriche, Tchéquie, Hongrie, Pologne, ex-Yougoslavie, Italie, Roumanie, Espagne. En France, elle se trouve dans le Nord, le Nord-Est, les Vosges, le couloir Rhodanien, l'Île-de-France, le massif central, les Pyrénées.
Elle croît dans les haies et les lisières.
Cette plante cultivée dans les jardins s'échappe facilement et se naturalise.

## Utilisation
Ce chèvrefeuille, vendu par les pépiniéristes, est communément planté dans les jardins, palissé sur un mur ou sur une barrière. C'est une plante rustique (jusqu'à −20 °C) s'installant facilement au soleil ou à la mi-ombre.
Pour limiter son développement, il est bon de le tailler après floraison. Et pour éviter qu'il ne se dégarnisse du bas, il est conseillé de le rabattre sévèrement en hiver au bout de quelques années.